# Mémoires de Saint-Simon
Les Mémoires de Saint-Simon sont une œuvre posthume de Louis de Rouvroy, duc de Saint-Simon (1675-1755), dont le manuscrit comprend près de 3000 pages. Considéré comme un monument de la littérature française, ce texte, publié en 1829 seulement, a exercé une influence déterminante sur des auteurs tels que Chateaubriand, Stendhal, Balzac et Proust.
Le titre Mémoires de Saint-Simon est celui du manuscrit original, conservé à la Bibliothèque nationale de France, au département des Manuscrits. Ce manuscrit original a été numérisé et est disponible en accès libre.

## Présentation
Le récit couvre une trentaine d'années, de 1691 à 1723, soit la fin du règne de Louis XIV et la période de la Régence.
Les Mémoires de Saint-Simon, écrits dans les années 1739-1749, furent saisis sur ordre du duc de Choiseul en 1760 et ne purent paraître que sous forme d'extraits entre 1781 et 1790, à Paris et à Bruxelles. La première édition intégrale dut attendre la Restauration et les années 1829-1830.
Le lectorat de l'ouvrage est très divers, Jean Dubu relève « En Angleterre, on s'est littéralement jeté sur les Mémoires. Là comme en Allemagne, c'est d'abord la noblesse qui a lu les Mémoires : elle s'y sentait de plain-pied ».
Dans 84, Charing Cross Road, s'adressant au libraire londonien Marks and Co en février 1961, Helene Hanff témoigne : « Je ne peux acheter aucun livre, mais en octobre dernier quelqu'un m'a présentée à Louis, duc de Saint-Simon, dans une version abrégée minable. Je me suis précipitée à la Society Library, où j'ai trouvé le vrai texte. Depuis, je me vautre dans Louis. La traduction est de Francis Arkwright et elle est délicieuse. » Le 15/02 suivant, celui-ci lui proposait cette édition anglaise des célèbres Mémoires en six volumes publiée de 1915 à 1918, au prix de 18,75 dollars.

#### Éditions intégrales
La première édition intégrale du manuscrit original, dite édition du marquis de Saint-Simon, fut réalisée sous la Restauration, en 1829-1830, en 21 volumes,, puis d'une façon plus scientifique par Adolphe Chéruel chez Hachette en 1856,, suivi par Arthur de Boislisle à partir de 1879,. Une édition complète, en vingt volumes, a été publiée par les éditions Jean-Claude Lattès, chacun des volumes étant préfacé par un écrivain.
La première édition dans la bibliothèque de la Pléiade, aux éditions Gallimard, est celle de Gonzague Truc (1947-1961), et la seconde, dans la même collection, est celle d'Yves Coirault, en huit volumes (1981-1990). Elle comprend :
1. Saint-Simon, Mémoires (1691-1701), Paris, Gallimard, coll. « Bibliothèque de la Pléiade » (no 69), 1983, 1664 p. (ISBN 2-07-010958-5)
  - Yves Coirault, Introduction générale, p. I-LXXI
  - Yves Coirault, Chronologie sommaire, p. LXXXI-XCVI
  - Yves Coirault, Les résidences de Saint-Simon, p. XCIX-C
  - Yves Coirault, Note sur l'édition, p. CI-CVI
  - Saint-Simon, Additions au Journal de Dangeau, p. 929-1156
  - Yves Coirault, Notes et variantes, p. 1159-1642
2. Saint-Simon, Mémoires (1701-1707), Paris, Gallimard, coll. « Bibliothèque de la Pléiade » (no 77), 1983, 1706 p. (ISBN 2-07-011001-X)
  - Saint-Simon, Additions au Journal de Dangeau, p. 1001-1173
  - Yves Coirault, Notes et variantes, p. 1182-1683
3. Saint-Simon, Mémoires (1707-1710), Paris, Gallimard, coll. « Bibliothèque de la Pléiade » (no 84), 1984, 1650 p. (ISBN 2-07-011010-9)
  - Saint-Simon, Additions au Journal de Dangeau, p. 1045-1150
  - Yves Coirault, Notes et variantes, p. 1155-1631
4. Saint-Simon, Mémoires (1711-1714), Paris, Gallimard, coll. « Bibliothèque de la Pléiade » (no 95), 1985, 1546 p. (ISBN 2-07-011011-7)
  - Saint-Simon, Additions au Journal de Dangeau, p. 921-1050
  - Yves Coirault, Notes et variantes, p. 1053-1524
5. Saint-Simon, Mémoires (1714-1716), Paris, Gallimard, coll. « Bibliothèque de la Pléiade » (no 110), 1985, 1724 p. (ISBN 2-07-011012-5)
  - Saint-Simon, Additions au Journal de Dangeau, p. 911-1114
  - Yves Coirault, Notes et variantes, p. 1121-1704
6. Saint-Simon, Mémoires (1716-1718), Paris, Gallimard, coll. « Bibliothèque de la Pléiade » (no 130), 1986, 1488 p. (ISBN 2-07-011013-3)
  - Saint-Simon, Additions au Journal de Dangeau, p. 885-992
  - Yves Coirault, Notes et variantes, p. 995-1460
7. Saint-Simon, Mémoires (1718-1721), Paris, Gallimard, coll. « Bibliothèque de la Pléiade » (no 150), 1987, 1636 p. (ISBN 2-07-011014-1)
  - Saint-Simon, Additions au Journal de Dangeau, p. 865-974
  - Yves Coirault, Notes et variantes, p. 977-1609
  - Yves Coirault, Le lit de justice (26 août 1718), p. 1609-1611
8. Saint-Simon, Mémoires (1721-1723), Paris, Gallimard, coll. « Bibliothèque de la Pléiade » (no 350), 1988, 1884 p. (ISBN 2-07-011015-X)
  - Saint-Simon, Additions au Journal de Dangeau, p. 667-709
  - Yves Coirault, Notes et variantes, p. 713-1099

#### Extraits et anthologies
- Saint-Simon, Mémoires (extraits) et œuvres diverses, Gallimard, coll. « Folio classique », 1993, 612 p.
- Saint-Simon, Mémoires, Folio, 2006
- Saint-Simon, Mémoires (anthologie), éd. de François Raviez, Livre de poche, coll. « La Pochothèque », 2007
- Duc de Saint-Simon, Mémoires sur la Régence, Flammarion, coll. « Mille & Une Pages »
- Saint-Simon, « Cette pute me fera mourir… ». Mémoires. Intrigues et passions à la cour de Louis XIV, introduction et notes par François Ravier, Le livre de poche, coll. « La lettre et la plume », 2011

#### Études sur lesMémoires
- François-Régis Bastide, Saint-Simon par lui-même, Paris, Seuil, coll. « Microcosme, Écrivains de toujours » (no 15), 1953 (réimpr. 1977 et 1985), 192 p. (ISBN 2-02-000015-6)
- Frédéric Charbonneau, « “Un si prodigieux amas de bienfaits tourné en poison” : félonie et démesure dans les Mémoires de Saint-Simon », Études françaises, vol. 45, no 2,‎ 2009, p. 99-111 (lire en ligne)
- Yves Coirault, L'Optique de Saint-Simon : Essai sur les formes de son imagination et de sa sensibilité d'après les Mémoires, Saint-Just-la-Pendue, Armand Colin, 1965, 719 p.
- Yves Coirault, Dans la forêt saint-simonienne, Paris, Universitas, 1992, 262 p. (ISBN 978-2-7400-0009-0)
- Delphine de Garidel, Poétique de Saint-Simon : Cours et détours du récit historique dans les Mémoires, Paris, Éditions Honoré Champion, coll. « XVIIIe siècle », 2005, 656 p. (ISBN 978-2-7453-1156-6)
- Cécile Guilbert, Saint-Simon ou l'encre de la subversion, Paris, Gallimard, coll. « L'Infini », 1994, 169 p. (ISBN 978-2-07-073932-5)
- Marc Hersant, Le Discours de vérité dans les mémoires du duc de Saint-Simon, Paris, Éditions Honoré Champion, 2009, 930 p. (ISBN 978-2-7453-1784-1)
- Jean de La Varende, M. le duc de Saint-Simon et sa comédie humaine, Paris, Hachette, 1955, 511 p.
- Emmanuel Le Roy Ladurie et Jean-François Fitou, Saint-Simon ou le système de la Cour, Paris, Fayard, 1997, 636 p. (ISBN 978-2-213-59994-6)
- Denis Lorieux, Saint-Simon, Perrin, Hachette, 2001, 426 p. (ISBN 978-2-262-01690-6)
- Georges Poisson, Monsieur de Saint-Simon, Paris, Nouveau Monde Éditions, 2007 (1re éd. 1987), 775 p. (ISBN 978-2-84736-233-6)
- François Raviez, Le Duc de Saint-Simon et l'écriture du mal : Une lecture démonologique des Mémoires, Paris, Éditions Honoré Champion, 2000, 576 p. (ISBN 2-7453-0157-8)
- Malina Stefanovska, Saint-Simon, un historien dans les marges, Paris, Éditions Honoré Champion, coll. « XVIIIe siècle » (no 22), 1998, 212 p. (ISBN 978-2-85203-846-2)
- (de + fr) Leo Spitzer (trad. Jules Brody), Approches textuelles des Mémoires de Saint-Simon, Paris, Gunter Narr Verlag, 1980, 108 p. (ISBN 978-3-87808-888-2, lire en ligne)
- Dirk Van der Cruysse, La Mort dans les Mémoires de Saint-Simon : Clio au jardin de Thanatos, Paris, Librairie A-G Nizet, 1981, 324 p. (ISBN 978-2-7078-0517-1)
- Dirk Van der Cruysse, Le Portrait dans les Mémoires du duc de Saint-Simon, fonctions, techniques et anthropologie, étude statistique et analytique (Thèse), Paris, Librairie A-G Nizet, 2005 (1re éd. 1971), 446 p. (ISBN 978-2-7078-0267-5)